# Empresas ICA

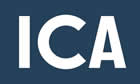

Empresas ICA, S.A.B. de C.V. (Ingenieros Civiles Asociados) es una compañía mexicana de construcción de infraestructura fundada en el año 1947 con su sede en la Ciudad de México, y con operaciones en este y otros países de Latinoamérica. Está involucrada en proyectos como la construcción de carreteras, de plantas hidroeléctricas, puertos marítimos y aeropuertos, sistemas de metro, refinerías, plantas industriales y viviendas.

"Así surgió ICA. Nos reunimos 17 ingenieros; algunos renunciaron a sus trabajos; alguien aportó su automóvil; las oficinas estaban improvisadas en mi domicilio particular; todos participamos con entusiasmo. El 4 de julio de 1947 se firmaron las escrituras y el 14 del mismo mes ganamos la licitación del Multifamiliar Alemán”. Bernardo Quintana Arrioja.

## Operaciones
Las operaciones de la compañía se dividen en cinco segmentos:
- Construcción civil. Algunas de las principales obras incluyen presas e hidroeléctricas, carreteras, sistemas de drenaje, acueductos, plantas de tratamiento, edificaciones importantes tales como estadios, hospitales y aeropuertos, además de sistemas ferroviarios y de transporte colectivo subterráneo.
- Construcción industrial. ICA cuenta con una larga trayectoria en construcción de instalaciones industriales. A lo largo de más de 50 años ha participado en el desarrollo de una gran cantidad de instalaciones para Pemex y Comisión Federal de Electricidad. Además, ha colaborado en proyectos de energía, químicos, petroquímicos, automotrices, de gas, de manufactura, cementos, minería, metales y telecomunicaciones para empresas públicas y privadas en México,[2] Centroamérica y el Caribe.
- Concesiones. Participa en proyectos como autopistas, bombeo, potabilización y conducción de agua, tratamiento de aguas residuales e instalaciones portuarias y de servicio a los usuarios de carreteras. A través de la subsidiaria ICA Infraestructura S.A. de C.V. son el operador privado de carreteras más grande de México, con más de 1,000 km.
- Operación de aeropuertos y de desarrollo de la vivienda. A través de la subsidiaria pública OMA, operan 13 aeropuertos en el norte y centro de México, incluyendo Monterrey, la capital industrial de México. OMA es también propietaria del Hotel NH ubicado en el Terminal 2 del Aeropuerto Internacional de la Ciudad de México, el aeropuerto más transitado del país.

## Subsidiaria
- Grupo Aeroportuario Centro Norte
- ICA Fluor Daniel S de RL de CV

## Fundación ICA
General